# I Won't Back Down
"I Won't Back Down" é uma canção do músico de rock americano Tom Petty. Foi lançada em abril de 1989 como o single principal de seu primeiro álbum solo, Full Moon Fever. A música foi escrita por Petty e Jeff Lynne, seu parceiro de composição para o álbum. Chegou ao número 12 na Billboard Hot 100 e liderou a parada de álbuns de rock por cinco semanas, iniciando o caminho do álbum para o status de multi-platina.

## Antecedentes e redação
Petty relembrou a gravação dessa música para a revista Mojo: "Na sessão, George Harrison cantou e tocou violão. Eu estava com um resfriado terrível naquele dia, e George foi à loja e comprou uma raiz de gengibre, cozinhou-a e me fez enfiar a cabeça na panela para fazer com que o vapor de gengibre abrisse meus seios da face, e então corri e fiz a gravação." 

## Conteúdo
Uma mensagem de desafio contra forças não identificadas de dificuldade e possivelmente opressão, a letra é definida contra uma batida no meio do tempo:
Bem, eu sei o que é certo, eu tenho apenas uma vida
em um mundo que continua me empurrando
mas eu vou me defender e não vou recuar
Devido a seus temas, a música foi tocada frequentemente nas rádios americanas após os ataques de 11 de setembro. Petty e os Heartbreakers tocaram uma versão calma mas resoluta da música no teleton América: A Tribute to Heroes após os ataques de 2001.
No documentário de 2007, Runnin 'Down a Dream, Petty disse que sentiu alguma hesitação inicial em lançar a música, dada sua mensagem clara e descarada.

## Videoclipe
O videoclipe, dirigido por David Leland, foi filmado em 22 e 23 de março de 1989 em um palco sonoro no Pinewood Studios e lançado em 24 de abril de 1989. Os companheiros de banda de Wilburys, George Harrison e Jeff Lynne, aparecem no vídeo. Mike Campbell e Ringo Starr, ex-companheiro de banda dos Beatles de Harrison, também aparecem no vídeo junto com o famoso Fender Stratocaster "Rocky" pintado por Harrison, sendo tocado por Campbell. Starr é retratado no vídeo como tocando bateria na música, embora a bateria tenha sido tocada por Phil Jones no disco.

## Acordo com Sam Smith
Em janeiro de 2015, foi revelado que havia sido alcançado um acordo pelo qual Petty e Jeff Lynne seriam creditados como co-escritores da música de Sam Smith "Stay with Me " e receberiam 12,5% de seus royalties. A editora de Petty entrou em contato com a editora de Smith depois de perceber uma semelhança entre "Stay With Me" e "I Won't Back Down". Petty esclareceu que ele não acreditava que Smith o plagiou, dizendo: "Todos os meus anos de composição me mostraram que essas coisas podem acontecer. Na maioria das vezes, você o pega antes de sair pela porta do estúdio, mas, nesse caso, sobreviveu. As pessoas de Sam entendiam muito bem nossa situação e chegamos facilmente a um acordo ". Smith afirmou que nunca tinha ouvido "I Won't Back Down" antes de escreverem "Stay With Me", mas eles reconheceram a semelhança depois de ouvir a música e disseram que a semelhança era "uma completa coincidência". Petty e Lynne não eram elegíveis para um Grammy ("Stay with Me" foi indicado para três prêmios na 57ª cerimônia anual, vencendo dois deles), pois a Academia de Gravação considerou "Stay With Me" como interpolada de "I Won" 't Back Down ", de Smith, James Napier e William Phillips, os escritores de "Stay With Me"; Petty e Lynne receberam certificados para honrar sua participação no trabalho, como é habitual para escritores de trabalhos amostrados ou interpolados.

## Pessoal
- Tom Petty - vocal e backing vocal, violão
- Mike Campbell - guitarra de slide
- George Harrison - violão, vocais de apoio
- Jeff Lynne - baixo, vocal de acompanhamento
- Howie Epstein - vocal de acompanhamento
- Phil Jones - bateria (Ringo Starr aparece tocando bateria no videoclipe da música)

## Uso em campanhas políticas
George W. Bush usou "I Won't Back Down" em eventos de campanha durante a campanha presidencial de 2000, mas foi obrigado a parar de usar a música depois de receber uma carta de cessação e desistência do editor de Petty. Petty então tocou a música na casa de Al Gore depois que Gore concedeu a eleição ao presidente Bush. Jim Webb usou a música para sua bem-sucedida candidatura a um dos assentos no Senado dos EUA na Virgínia em 2006, assim como Hillary Clinton durante a campanha primária presidencial democrata em 2008. A música também foi usada em eventos de campanha do congressista Ron Paul do Texas durante a campanha primária presidencial republicana de 2008, bem como em eventos de sua Campaign for Liberty. A música também foi tocada em um evento para o candidato do governador republicano de Connecticut, Tom Foley. A música também foi tocada na Convenção Nacional Democrata de 2012, após discurso proferido pelo presidente Bill Clinton, em que o presidente Barack Obama subiu ao palco para cumprimentá-lo.

## Uso em campanhas esportivas
O Ottawa Senators usou a música como hino de campanha em dezembro de 1990 em sua apresentação para receber uma franquia da NHL no Breakers Hotel em Palm Beach, Flórida. A oferta improvável recebeu apoio unânime da NHL e a franquia foi concedida em 6 de dezembro de 1990. O cover de Johnny Cash também foi usado em uma campanha publicitária da Rogers Sportsnet para a temporada 2010-2011 da NHL.
A música foi usada como música de apresentação do clube da Australian Rugby League, o Melbourne Storm, de 1999 a 2007.
Também foi usado como slogan do TCU Horned Frogs durante a temporada de 2009 e incorporado em suas propagandas durante o ano.
A partir de 7 de outubro de 2017, a música se tornou um item básico nos jogos de futebol da Universidade da Flórida. Os fãs cantam a música entre o terceiro e o quarto trimestres, logo após a música tradicional da universidade, "We are the Boys from Old Florida".

## Obras com a canção
- Full Moon Fever (1989)
- Greatest Hits (1993)
- Playback (1995)
- Anthology: Through the Years (2000)
- America: A Tribute to Heroes (2001)
- The Live Anthology (2009)
- Mojo Tour 2010 (2010) – live version
- Barnyard (2006, embora cantada por Sam Elliot)

A música também foi lançada como conteúdo para download para Rock Band 2.

## Versões da canção
- Something for Kate
- Johnny Cash – American III: Solitary Man (2000) (Tom Petty contribuiu com vocais e guitarra na gravação de Cash.)
- Edgewater – |Lifter (2001)
- Holly Nelson – Leaving the Yard (2003)
- Cumberland Gap – Circle the Wagons (2004)
- Sam Elliott – Barnyard: The Original Party Animals (2006)
- Pearl Jam – Live at the Gorge 05/06 (2007)
- Mem Shannon - Live: A Night at Tipitina's (2007)
- MercyMe –  iTunes Originals (2008)
- Dawn Landes – Fireproof (2008)
- Switchfoot (2008)
- Reel Big Fish – Fame, Fortune and Fornication (2009)
- Booka Shade vs Plastic Operator – "Night Falls/Won't Back Down" (2009)
- Dia Frampton e seu técnico Blake Shelton para o The Voice. (2011)
- Ryan Star – The America EP (2012)
- Benjamin Francis Leftwich – cover para Grey's Anatomy (temporada 9, episódio 3). (2012)
- Bon Jovi – cover durante a Have a Nice Day Tour. (2005-2006)
- Dale Ann Bradley – cover para o CD "Don't Turn Your Back". (2009)
- Kris Kristofferson – cover para History Channel's Texas Rising. (2015)
- Jason Aldean - Saturday Night Live (2017), como uma homenagem às vítimas do tiroteio na Route 91 e Tom Petty; coincidentemente, Sam Smith foi o convidado musical deste episódio do Saturday Night Live.
- Hybrid – covered the song for their fifth studio album Light of the Fearless (2018)
- KT Tunstall & Mike McCready (2008)
- Witherfall - covered the song for their Vintage EP (2019)
- Judah & the Lion - Spotify Singles (2019)